# Auspício

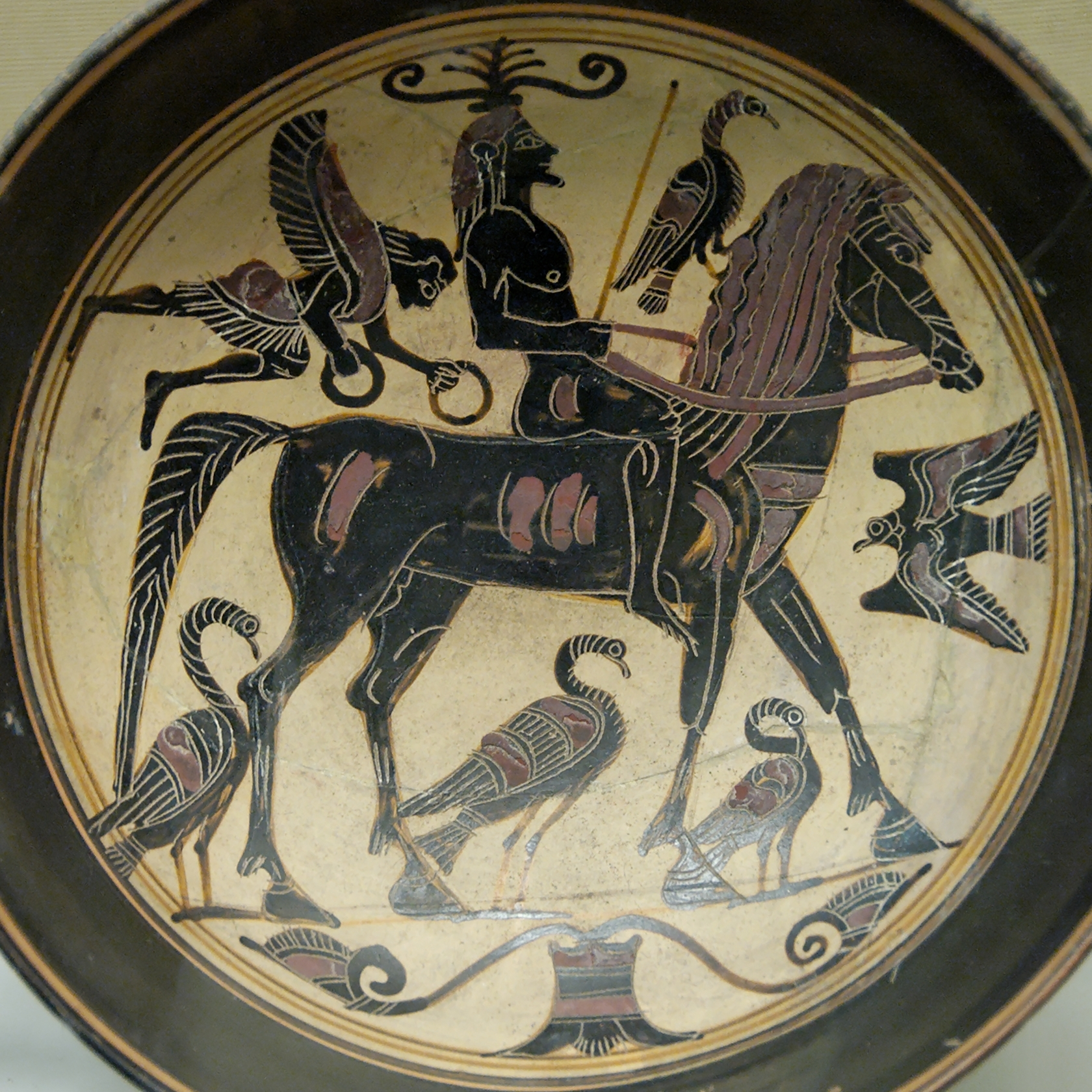
Um ginete confiado, rodeado por pássaros de bom augúrio, ao qual se aproxima uma Nice levando louros de vitória neste cílice lacônio de figuras pretas,

Um auspício (em latim: auspicium de auspex, literalmente "o que observa os pássaros", plural. auspicia) na antiga Roma era um sinal dos deuses que os áugures tiravam do céu. Tomar os auspícios era necessário, sobretudo ao cruzar certos limites, para conhecer a vontade dos deuses. Não fazê-lo seria uma afronta para eles e, segundo a mentalidade dos romanos, teria causado terríveis desastres.

## Descrição
Um áugure oficiava a cerimônia (conhecida como "tomar os auspícios") e lia as pautas das aves no céu. Dependendo do pássaro, os auspícios dos deuses podiam ser favoráveis ou desfavoráveis (auspiciosos ou inauspiciosos). Por vezes, subornados ou por motivos políticos, os áugures fabricariam auspícios desfavoráveis para retardar certas funções estatais como as eleições.
Um dos mais famosos auspícios é o que se relaciona com a fundação de Roma. Quando os fundadores, Rômulo e Remo, chegaram ao Palatino, discutiram sobre onde queriam exatamente alçar a cidade no estratégico e facilmente fortificável Aventino. Os dois concordaram decidir a discussão pelo desejo dos deuses, provando as suas habilidades como áugures. Cada um sentou-se no chão, separados entre si e, segundo Plutarco, Remo viu seis abutres, enquanto Rômulo viu doze.
Segundo Juan Bautista Carrasco, os adivinhos cingiam a sua cabeça com coroas de louro, porque esta árvore estava consagrada a Apolo, e ademais levavam um ramo do mesmo na mão, às vezes mastigavam as suas folhas, o seu alimento ordinário eram as partes principais dos animais proféticos; as cabeças dos corvos, abutres. No Pritaneu de Atenas os adivinhos eram pagos pelo tesouro público.
Um áuspice era um tipo de áugure, já familiar à época do rei de Alaxia, no Chipre, o qual, nas cartas de Amarna (século XIV a.C.) indicava a necessidade de que lhe enviassem um "adivinho de águias" do Egito. A prática primeira, autóctone, de adivinhar por sinais das aves, familiar na figura de Calcas, o adivinho através das aves de Agamenon, que guiara o exército  foi amplamente substituído pela adivinhação através do sacrifício pela inspeção do fígado da vítima sacrificada — arúspices— durante o período orientalizante. "Por Platão sabemos que a hepatoscopia desfrutou de maior prestígio que o augúrio pelas aves"
As paragens nas quais funcionavam os adivinhos eram nomeadas Enteu, Enteato e Tálamo (Thálamos) na Grécia, assim como Fano, em Roma, era o sítio destinado para render os oráculos. Entre os Romanos, além das fanáticos e fatuários, os áuspices, áugures, arúspices, extíspices e fulguratores, eram os principais ministros que professavam a ciência adivinhatória, reduzida especialmente aos auspícios chamados depois augúrios, bem como à aruspicina, da qual se tiravam igualmente os preságios.
Plínio, o Jovem atribui a invenção do auspício a Tirésias, famoso adivinho natural de Tebas, o modelo genérico de um vidente na cultura literária greco-romana e primeiro nome que a princípio levaram os augures. Por auspicare, ou seja, ab auiuim aspecto ou auispicium voz derivada de inspicere, "olhar", entendeu-se nos primeiros tempos olhar, consultar e predizer sobre o voo das aves.
Rômulo tinha ditado uma lei que proibia expressamente aos funcionários públicos que admitissem qualquer cargo ou emprego publico, até mesmo a mesma dignidade real, sem ter antes obtido os auspícios favoráveis; a sua prática foi observada com a maior escrupulosidade no tempo de Tarquínio Prisco, por causa do engano atribuído ao célebre Ácio Návio, de ter partido uma pedra com uma navalha, de modo que para a criação dos magistrados, declarar e empreender a guerra ou a celebração das eleições, era indispensável que os precedessem os auspícios. Esta lei de Rômulo, permitindo-lhe se erigir em arbitro para declarar bons ou maus os preságios, foi observada estritamente no tempo da República Romana, até que os tribunos conseguiram participar dos cargos e dignidades que serviam os patrícios, privando a estes de um dos vários meios empregues para saciar a sua ambição.
Os auspícios, sempre necessários para todos os negócios públicos e privados, até mesmo para a celebração do matrimônio, como diz Cícero, sofreram modificações segundo os objetos e maneiras em que se praticavam.

## Tipos de auspícios
- Ex acuminibus, era o auspício que se tirava pela virada para a ponta dos dardos, flechas e picas lançados pelo ar, indicando o feliz ou funesto resultado de uma batalha.
- Iuge, entendia-se funesto quando dois animais jungidos chocavam entre si.
- Liquidum, o auspício que se tomava quando o céu se via claro e despejado.
- Pedestre, o tirado dos quadrúpedes.
- Piaculare, funestíssimo, porque a vítima quer fugira do altar ou mugia após estar ferida ou finalmente, caíra de diferente maneira da qual convinha.

Os auspícios, finalmente, eram praticados no campo, e pelo qual se há indicar, observa-se que ampliados aqueles em maior escala cederam o seu nome aos augúrios ou ciência augural, isto é, auium gairilu(f)isto, pelo canto das aves ou ramos das árvores sobre as quais pousavam, incluindo além disso o seu voo, o jeito de comer e beber e o jeito de saírem da casa: esta mesma ciência compreendia em geral, não somente todos os fenômenos extraordinários observados no céu e na terra, mas também os acidentes imprevistos da vida do homem.
Os Gregos e os Romanos procediam em sentido inverso no jeito de tomar os augúrios: os Gregos voltando-se para o Norte tinham o Leste à sua direita, enquanto os Romanos olhavam para Sul e deixavam o Leste à sua esquerda. Porém, o resultado era o mesmo para significar o preságio favorável ou triste: portanto o leste, prescindindo do lado que se olhava, era preságio favorável.
Auguráculo (Auguraculum) segundo Festo Arx, Templum, Tabernaculum, foram os nomes que se conheciam como sítio elevado que escogiam os augures para fazer as suas observações; esta paragem estava situada dentro da povoação e como não era permitido tomar augúrios fora dela, Varrão chamava-os de urbana auspicia, embora terminasse a cerimônia no Pomério (Pomaerium; pome, junto, imediato; moeri) espaço que compreendia parte dos muros de dentro e fora da povoação. Aulo Gélio fala desta paragem e afirma que o pomério mais antigo dos Romanos e que assinalou Rómulo, estava ao pé do monte Palatino. Com posterioridade, nos tempos de Sérvio Túlio e Sula em que se estenderam os muros de Roma, levaram-se mais para o exterior os limites do Pomério. Iguais mudanças sofreu, segundo Tácito, nas épocas dos imperadores Augusto, Nero, Trajano e Marco Aurélio, embora se ignore a paragem na qual o situaram.
O áugure, vestido com a toga augural (toga auguralis) ou trábea, indicava que ia exercer o seu ministério e, para fazer as suas observações, subia ao ponto mais alto do auguráculo, e então tornava-se da parte do Oriente, assinalava com o lítuo ou bastão augural o templum uma parte do céu, em cujo instante dividia o céu em quatro partes, e ofereciam sacrifícios aos deuses cobrindo a cabeça com as suas vestiduras, verificado o qual, o áugure pelo sedere augurem, ocupava o seu assento e observava cuidadosamente as aves que apareciam, o modo de voarem, os seus cantos e o lado no qual se encontravam da parte chamada templum.
Como a escolha do auguráculo era uma das cerimônias mais importantes, em particular no caso de se escolher magistrados, era suficiente que o áugure dissesse tabenaculum captum, ou seja, esta paragem não se escolheu com todas as solenidades indispensáveis, para ficarem anulados todos os atos dos comícios.
Ao prosseguir a cerimônia era dito annuntiare, era bom preságio; bem como obnuntiare era entendido em sentido contrário: estas frases, que proferiam os augures ao seu capricho, segundo os seus interesses ou os particulares dos magistrados, pelos negócios que tinham de consultar ao povo, davam pelo comum o resultado aos congregados no dia prefixado, porque o áugure fazia saber ao povo que a sua reunião se prorrogaria para outro dia, pois no dia assinalado o presságios se apresentavam funestos. As vozes augurais obnuntiare ou obnuntiatio estiveram em vigor até que, conhecidos os abusos dos augures, foram abolidos pelo tribuno Públio Clódio (695 de Roma — 659 a.C.) e proibiu-se tornar os auspícios e observar o céu quando chegasse a época de celebrar os Comícios e estivessem congregados para tratar os negócios públicos.
Disse-se que a parte do Oriente era signo favorável, mas não chegava que este se apresentasse uma única vez; era indispensável, como diz Virgílio, a sua confirmação em segunda prova, que praticava o áugure imediatamente, escolhendo a noite com o mesmo fim para esta operação. Eram auspícios:
- A entrada numa casa de um ou vários animais domesticados ou silvestres.
- Os animais que de repente se apresentavam a um viajante no caminho.
- O raio, incêndio de uma casa ou de outro objeto.
- Um rato que mordesse uns móveis: um lobo que levasse uma ovelha: uma raposa que comesse um frango, ou outros acidentes deste gênero.
- Um ruído percebido na casa e fosse acreditado provir de algum espírito imaginário ou duende.
- Um ave que caísse sobre o caminho e se deixasse pegar: um coruja que cantasse, ou uma gralha que grasnasse.
- Um gato que, contra o seu costume, entrasse no aposento por algum buraco ou oco.
- De igual modo era maléfico o animal que entrasse.
- A lâmpada ou candil ou vela que se apagasse de improviso, era atribuído o acontecimento a algum gênio invisível ou demônio.
- O faiscar do fogo denotava que se percebia a voz de Vulcano.
- O resplandor súbito ou brilho extraordinário do mesmo fogo.
- Quando o fogo saltava de um jeito particular, porque era indício de que os Lares o removiam.
- Uma súbita melancolia e qualquer desgraça por uma notícia inesperada.

## Augúrios com as aves
As aves trazidas da ilha de Eubeia e que, pelo comum, estavam confiadas aos Pulianos encarregues da sua custódia e alimento, eram os frangos e aves sagradas que deviam servir para tirar os preságios. Estas aves eram classificadas em:
- Alites, ou seja, pelo voo: nestas compreendiam-se as Prcepeles, ou seja, leves, rápidas, cujo voo se reputava favorável.
- Oscines, pelo canto, como o do corvo, a gralha, a coruja, segundo diz Festo.
- Pulli, frangos. Dizia-se geralmente um auspício forçado tomado por meio dos frangos que se tinham numa espécie de caixa: este auspício tripudium era diferente do tirado ocasionalmente de uma ave livre que deixava cair algo do seu bico. Quando os frangos sagrados comiam a offa, espécie de bola ou massa, ou a picavam com avidez, era augúrio favorável e era denominado tripudium solistimum, se uma parte do que portavam no bico caía no chão: o contrário deduzia-se, ou seja, mau preságio, quando as aves recusavam comer, ou se entretinham por não picar o grão ou começavam a voar. Era conhecido também o tripudium sonivium, assim chamado do som que fazia qualquer coisa ao cair ao chão por acaso, sem o ter tocado; então eram tirados os preságios bons ou maus segundo a classe do som.
- Auis admisiva, era favorável à empresa ou negócio sobre o qual se consultava, em cujo caso, entendia-se concedido a licença para começá-lo. Tito Lívio diz que o áugure pronunciava Rite admitire, para expressar o assentimento das aves. Alba, Secunda, Sinistra, eram as reputadas de bom agoiro.

O contrário devia entender-se com as que seguem: Auis altera, adversa, indicava ser necessária outra ave: a arciua (de ab arcendo), impedia a execução do projeto : as inebra e remora, atrasavam-no.
- Auis cliuia, era para significar coisas difíceis: a frase auspicia cliuia ou também a auis infera denotavam augúrios falsos ou funestos.
- Auis iniba, proibia expressamente a empresa ou execução do assunto consultado. Mas a auis incendiaria, que anunciava o incêndio, a spinturnix de figura horrível, é a que os gregos, segundo Plínio, chamaram de incendiária in urbe uisa.
- Auis Uolsgra, era uma espécie de pássaro que, lutando consigo mesmo e arrancando-se as canetas, era de mau agoiro.

Como por este e outros meios os Augures podiam obrar ao seu capricho, dizendo preságios falsos, houve ocasiões que estes foram vingados. Lúcio Papírio Cursor, cônsul em Roma em 272 a.C., foi enganado, porque lhe deram auspício favorável, mas ao perder uma batalha, após ficar a saber o engano, mandou pagar com a vida o Pullario ou encarregue das aves, manifestando aos seus soldados que os deuses o castigaram com o seu assassínio. Há notícias que P. Cláudio Pulcro, igualmente cônsul em 172 a.C., sabendo que as aves sagradas não quiseram comer, ordenou que fossem jogadas à água e disse: "Pois que bebam se não querem comer" e esta impiedade foi motivo das desgraças que depois experimentou o cônsul.
Não se limitaram a estes desvarios as funções dos augures: o desempenho da sua obrigação requeria distingui-los segundo as circunstâncias que os motivavam. Prodigium, era o prognóstico tirado de qualquer acontecimento extraordinário que os augures deviam explicar com a frase commentarii, pela qual indicavam os novos sacrifícios que tinham de praticar a fim de evitar qualquer ideia sinistra nos preságios ou uma futura desgraça. Segundo Tito Lívio, esta classe de expiação a faziam os pontífices: tudo fenômeno sobrenatural, como nascer um porco com cabeça humana, o sudar as estátuas sangue ou uma tormenta que arrojasse pedra, davam margem para tirar os preságios.

## Nomes dos augúrios
As complicações da ciência augural, incompreensível para o vulgo, classificava os augúrios com estes nomes.
- Augúrio Celeste era o que se tirava do relâmpago e do raio: um relâmpago, observado do lado esquerdo, denotava, segundo Virgílio, preságio favorável: os raios que partiam de N. a S., eram de mau agoiro: ao contrário os que cruzavam de E. para O.
- Augurio Coactum, forçado: era o que davam as aves estimuladas pela fome.
- Augúrio imperativo, o pedido aos deuses, segundo Sérvio.
- Augúrio náutico, o que, segundo Virgílio, tomavam os marinheiros e as pessoas de mar sobre os cisnes.
- Augúrio oblativo, o que segundo Sérvio, se apresentava sem ser solicitado.
- Augúrio da Saúde, praticado visando saber se seria lícito dirigir preces aos deuses pela saúde do povo. Todos os anos era dedicado um dia para fazer esta cerimônia durante a qual se suspendia o trabalho. Suetônio afirma que Augusto a restabeleceu após ter estado interrompida por muito tempo.

A ciência augural com a sua nova classificação, é chamada Aruspicina ou Extispicina: deriva a palavra aruspicina, de ara, "altar", e de spicere, que denota observar; bem como a de extispicina, procede de exta, ou seja, entranhas, e de inspicere, que assim mesmo significa observar, olhar, porque os Arúspices e os Extispices degolavam as vítimas sobre o altar e examinavam as suas entranhas para saber o porvir. Ovídio designa Thages por inventor desta ciência, ele ensinou aos Etruscos, escrevendo aquele, segundo parece, uma obra sobre isto, a qual depois foi explicada e comentada em 15 volumes pelo jurisconsulto Antíscio Labeão.
Os arúspices, para tirar os preságios, observavam:
- 1.°, as vítimas, antes de abri-las
- 2.°, as entranhas, após praticada a anterior operação
- 3.°, a chama formada das carnes queimadas
- 4.°, a farinha, o incenso, o vinho e a água servidos nos sacrifícios.

Nas suas observações reparavam se a vítima era levada à força ao altar; se escapava da mão do condutor; se procurava evitar o golpe; se mugia ou dava pulos ao cair, ou se a sua agonia era lenta e dolorosa. Todos estes prognósticos eram sinistros, enquanto os contrários eram tidos por favoráveis.
As Exta, as entranhas dos animais que os Arúspices consultavam para tirar os preságios, constavam de seis partes: a língua, o coração, o baço, o fígado, os pulmões e os rins. Se todas estas partes mostravam estar muito frescas, inteiras e sãs, o augúrio, então, era favorável e, ao contrário, muito funesto quando estavam lívidas, negruzcas, fracas ou chegava o caso de que não se encontravam. Isto último acontecia pelos artifícios dos sacerdotes vitimários que ocultamente procuravam de antemano outras vítimas chamadas sucidaneas. Nos primeiros tempos de Roma, as entranhas muito cozidas eram oferecidas aos deuses; mas depois, como diz Virgílio, eram servidas a meio cozer, em pratos sobre o altar: segundo os sinais que apresentavam as entranhas, assim eram os nomes:
- Exta adiutoria, aquelas que mostravam um indício certo de poder afirmar uma predição.
- Exta arguia, quando tinham a melhor aparência.
- Exta bona, porque não apresentando mancha alguma, anunciavam preságios favoráveis.
- Exta cliuia, que proibia iniciar o negócio que se consultava.
- Exta muta, das quais não se podia deduzir nenhuma coisa, como diz Festo.
- Exta regalia, as que prometiam às pessoas de boa posição e fortuna obter uma distinção inesperada, aos sujeitos ou particulares de outra categoria ter heranças: e a um filho de família a esperança de ser algum dia cabeça dela.
- Exta pestífera, piacularia, tristia, as que anunciavam todo sinistro e infeliz.

Quanto à chama do fogo, era preciso para que o augúrio fosse feliz que se erguesse com força em forma piramidal e que consumisse cedo a vítima: que fosse clara e transparente não causando ruído, nem despedindo fumo. Pelo contrário, presagiava as maiores desgraças se acendia com dificuldade: se em vez de se elevar perpendicularmente descrevia curvas: se em lugar de cobrir a vítima o fazia por graus: se a agitava ou espalhava o vento: se era apagada por um aguaceiro, ou se finalmente deixava sem consumir alguma parte da vítima. A respeito da farinha, o incenso, o vinho e a água examinavam os Arúspices, o gosto, cor e cheiro destes objetos por se reuniam os requisitos necessários.
Segundo Plauto, as mulheres ocasionalmente participaram nesta ciência, que com o decurso do tempo se confundiu e amalgamou com a augural mediante a que muitos Arúspices em Roma se ocuparam de explicar os prodígios e fenômenos notáveis da natureza.
Os arúspices eram tidos e reputados entre as pessoas ilustradas como verdadeiros insensatos, supondo-se instruídos no conhecimento do porvir: sabida é a resposta que deu Aníbal à mensagem de Prúsias I, rei da Bitínia, quando este recusou dar a batalha por ser proibido pelas entranhas das vítimas. Catão disse que não lhe era fácil compreender como os augures e os arúspices, ao encontrar-se na rua, podiam conter o riso.